# Heteromitidae
Die Heteromitidae sind eine Familie heterotropher Flagellaten und werden den Cercozoa zugeordnet.

## Merkmale
Die Heteromitidae sind freilebende Flagellaten mit einem festen, definierten Körper, von dem nur zeitweise Pseudopodien gebildet werden. Die Pseudopodien dienen der Nahrungsaufnahme (Phagozytose), nicht der Fortbewegung. Der Zellkörper ist meist eiförmig, manchmal auch länglich. Sie besitzen zwei, subapikal ansetzende Geißeln, wobei die vordere Geißel auch fehlen kann. Die Fortbewegung ist häufig ein Gleiten auf der hinteren Geißel. Als Extrusomen werden nur Kinetozysten gebildet.
Im Gegensatz zur verwandten Familie Cercomonadidae fehlen den Heteromitidae Plasmodien-Stadien und Mikrotubuli-Kegel.

## Systematik
Die Heteromitidae sind eine der beiden Familien der Cercomonadida und von den Cercomonadidae sowohl molekulargenetisch als auch morphologisch unterscheidbar. Zur Familie zählen folgende Gattungen:
- Gattung Heteromita
- Gattung Protaspis
- Gattung Allantion
- Gattung Sainouron
- Gattung Cholamonas
- Gattung Katabia

Ein Synonym für die Familie ist Bodomorphidae Hollande, 1952.

## Belege
- Sina M. Adl et al.: The New Higher Level Classification of Eukaryotes with Emphasis on the Taxonomy of Protists. The Journal of Eukaryotic Microbiology, Band 52, 2005, S. 399–451. doi:10.1111/j.1550-7408.2005.00053.x
- Alexander P. Myl'nikov, Serguei A. Karpov: Review of diversity and taxonomy of cercomonads. In: Protistology. Bd. 3, Nr. 4, 2004, ISSN 1680-0826, S. 201–217, online (PDF; 249 kB).